# Carolus-Duran
Carolus-Duran (właściwie Charles Émile Auguste Durand) (ur. 4 lipca 1837 w Lille, zm. 17 lutego 1917 w Paryżu) – francuski malarz i pedagog, przedstawiciel akademizmu.

## Życiorys
Studiował na Akademii w Lille, a następnie w Académie des Beaux-Arts w Paryżu. Od 1861 kontynuował naukę we Włoszech i Hiszpanii.
Carolus-Duran był założycielem Société Nationale des Beaux-Arts w 1890, członkiem Académie des Beaux-Arts od 1904 i od następnego roku dyrektorem Francuskiej Akademii w Rzymie. Kilkakrotnie nagradzano go Legią Honorową, otrzymał m.in. Medal of Honor w paryskim Salonie. Malował głównie portrety, sporadycznie sceny rodzajowe i religijne.
Artysta był również cenionym pedagogiem, wykształcił wielu wybitnych malarzy, wśród jego uczniów byli: Ramón Casas (1866-1932), Kenyon Cox (1856-1919), Mary Louise Fairchild (1866-1946), Joseph Farquharson (1846-1935), Benoni Irwin (1840-1896), Alexander Mann (1853-1908), George Demetrescu Mirea (1852-1934), Roderic O’Conor (1860-1940), Harper Pennington (1853-1920), Theodore Robinson (1852-1896), John Singer Sargent (1856-1925) i Polak Jan Stanisławski.

## Wybrane prace
- Dame en noir, olej na tekturze (1859), Palais des Beaux-Arts w Lille
- Le Convalescent (ok. 1860), Musée d’Orsay, Paryż
- Portrait de Zacharie Astruc (ok. 1860), Musée d’Orsay, Paryż
- Portrait de Fantin-Latour et Henry Oulevay (1861), Musée d’Orsay, Paryż
- Homme endormi, olej na płótnie (1861), Palais des Beaux-Arts w Lille
- Le Baiser, olej na płótnie (1868), Palais des Beaux-Arts w Lille
- La Dame au gant (1869), Musée d’Orsay, Paryż
- La Dame au chien (1870), Palais des Beaux-Arts w Lille
- L’Espagnole (1870), Musée des Beaux-Arts de Valenciennes
- Portrait de Jeanne Brame (1871), kolekcja prywatna
- Portrait en pied de la marquise d’Anforti, olej na płótnie (1873), Musée de Cambrai
- La Fille de l’artiste (1874), Fine Arts Museum of San Francisco
- Portrait de femme en robe décolletée, olej na płótnie (ok. 1875), Musée National Magnin, Dijon
- Portrait de Manet (1876)
- Portrait de Philippe Durand-Dassier, olej na płótnie (1876), Musée des Beaux-Arts de Bordeaux
- Le Triomphe de Marie de Médicis (1878), LuwrMusée du Louvre, Paryż
- L’Embaumement du Christ (1882), Chapelle de l’église de notre dame de l’Assomption de Saint Aygulf, Fréjus
- Emmanuel Lansyer (1889), Musée d’Orsay, Paryż
- Le Poète à la mandoline, olej na płótnie (1893), Musée d’Orsay, Paryż
- Charles Gounod, olej na płótnie (1898), Musée du château de Versailles
- Danaé, olej na płótnie (vers 1900), Musée des Beaux-Arts de Bordeaux
- Portrait de Charles Gruet,(1914), Musée des Beaux-Arts de Bordeaux

## Galeria

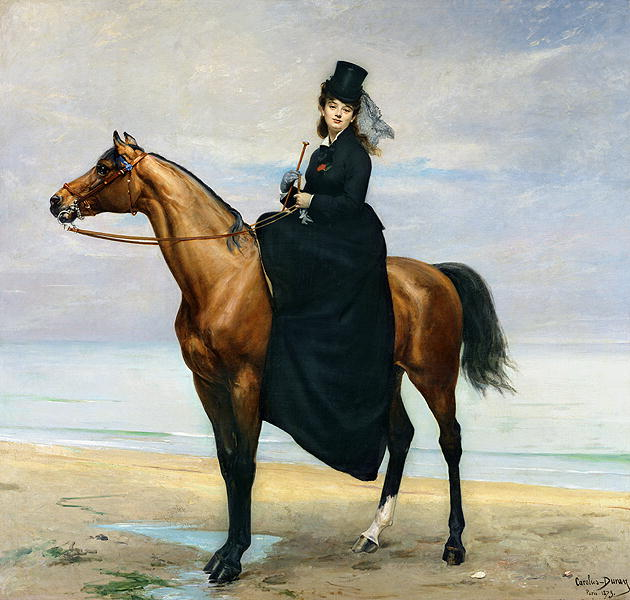
Portret Mademoiselle Croizette (1873)
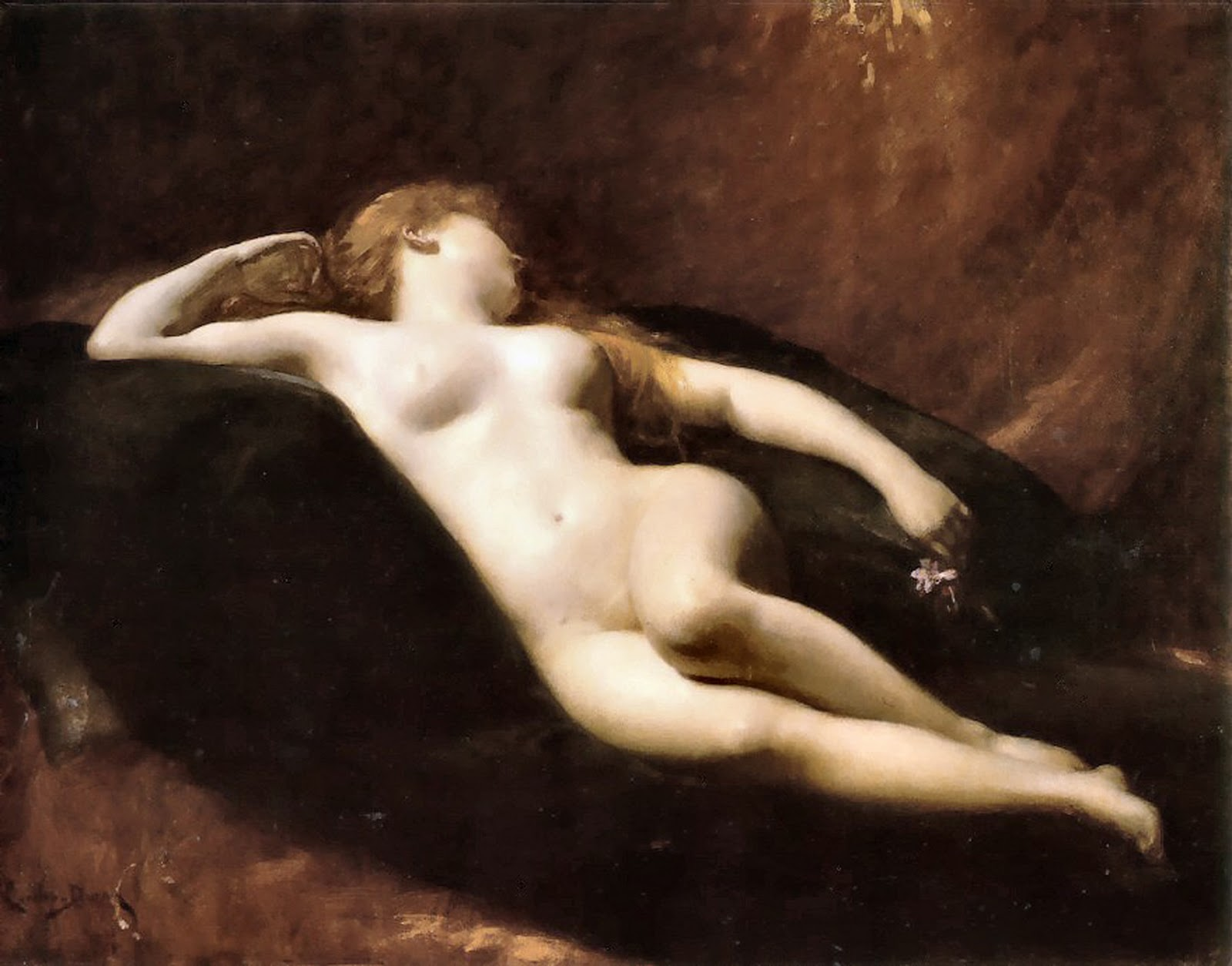
Danae (1900)
Studium Lilii (1887)
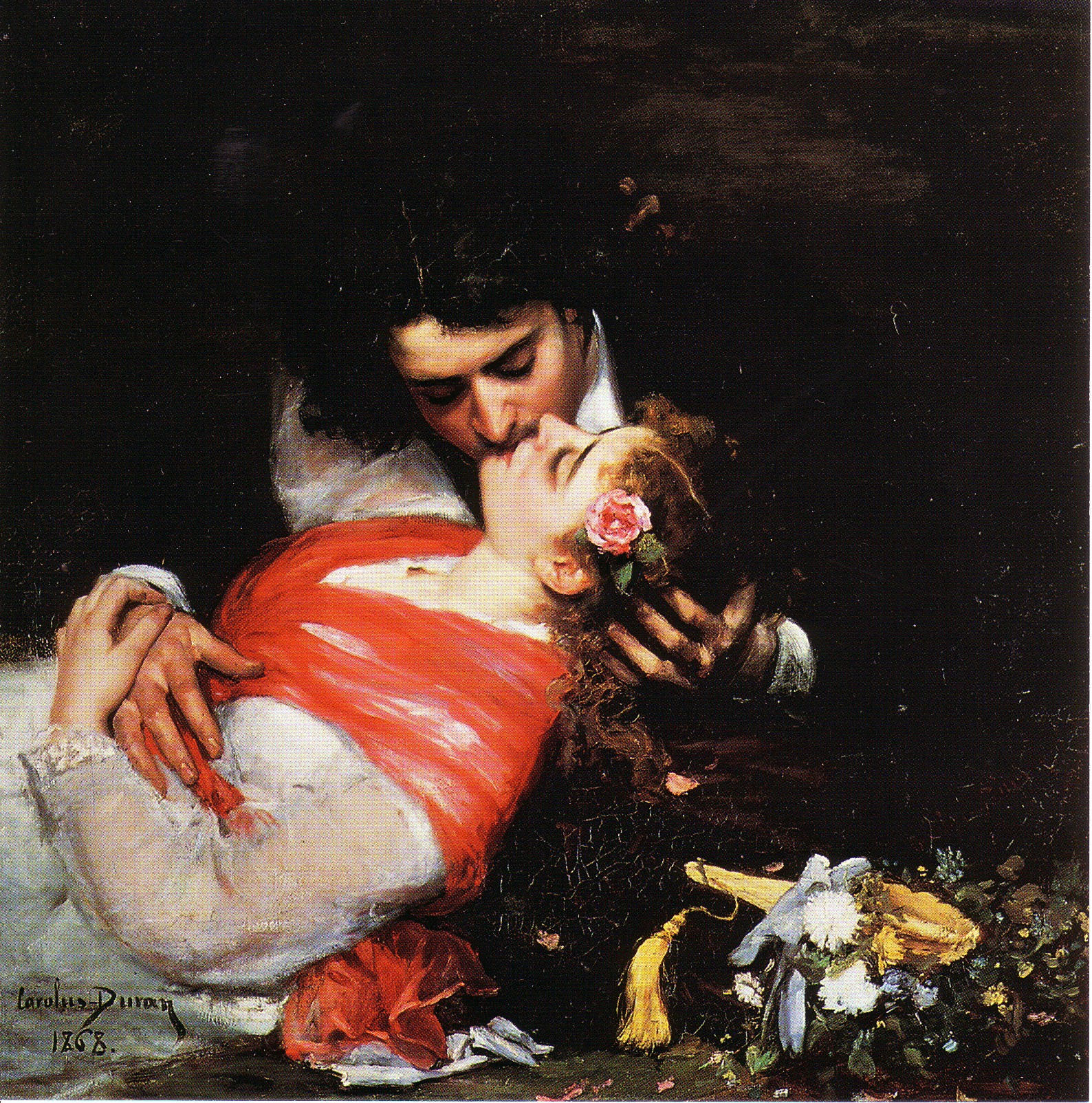
Pocałunek (1868)